# Maison Davadan
La maison Davadan est un édifice situé à Mantoche, en France.

## Localisation

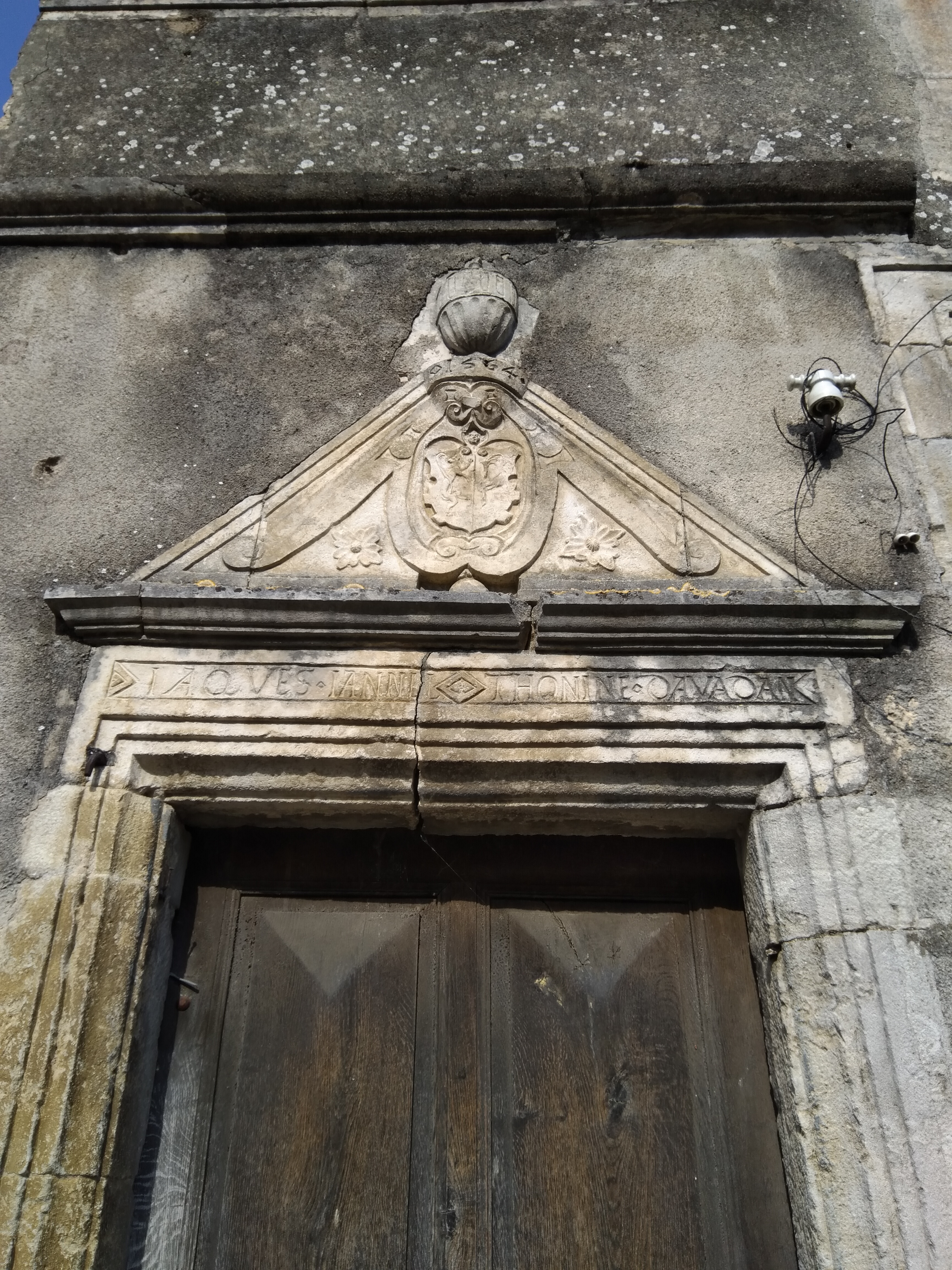
Fronton de la porte de la maison Davadan.

L'édifice est situé sur la commune de Mantoche, dans le département français de la Haute-Saône.

## Historique
L'édifice est inscrit au titre des monuments historiques en 2000.